# Lista de ex-presidentes dos Estados Unidos que concorreram a cargos públicos
Esta é uma lista de ex-presidentes dos Estados Unidos que concorreram a um cargo (presidência, uma cadeira no Congresso ou governador) após deixar o cargo como presidente. Não inclui presidentes que buscaram a reeleição para um mandato consecutivo enquanto estavam no cargo. Antes da aprovação da 22ª Emenda, os presidentes podiam concorrer à reeleição sem restrições; Donald Trump é o primeiro presidente a vencer um mandato não consecutivo desde sua aprovação.
Alguns presidentes foram recrutados, solicitados ou convocados para concorrer novamente. Esta lista, no entanto, inclui apenas os presidentes que fizeram campanha ativamente.

## Presidência
Esta lista inclui apenas ex-presidentes que concorreram novamente à presidência.
| Presidente         | Mandato anterior | Motivo pelo qual o presidente deixou o cargo pela primeira vez | Ano da tentativa de retorno | Resultado | Observações                                                                                                 |
| ------------------ | ---------------- | -------------------------------------------------------------- | --------------------------- | --------- | --- |
| Martin Van Buren   | 1837–1841        | Derrotado nas eleições gerais                                  | 1844                        | Perdeu    | Fracassou na sua tentativa de ganhar a indicação do Partido Democrata                                       |
| Martin Van Buren   | 1837–1841        | Derrotado nas eleições gerais                                  | 1848                        | Perdeu    | Primeiro indicado do recém-formado Partido Solo Livre                                                       |
| Millard Fillmore   | 1850–1853        | Indicação negada pelo seu partido                              | 1856                        | Perdeu    | Indicado pelo Partido Americano (Know Nothing)                                                              |
| Ulysses S. Grant   | 1869–1877        | Aposentado                                                     | 1880                        | Perdeu    | Fracassou na sua tentativa de ganhar a indicação do Partido Republicano                                     |
| Grover Cleveland   | 1885–1889        | Derrotado nas eleições gerais                                  | 1892                        | Venceu    | Primeiro presidente a ter sucesso em sua tentativa de retorno e ganhar um mandato não consecutivo.          |
| Theodore Roosevelt | 1901–1909        | Aposentado                                                     | 1912                        | Perdeu    | Indicado pelo Partido Progressista (Bull Moose), após ter sido negada a indicação pelo Partido Republicano. |
| Herbert Hoover     | 1929–1933        | Derrotado nas eleições gerais                                  | 1940                        | Perdeu    | Fracassou na sua tentativa de ganhar a indicação do Partido Republicano                                     |
| Donald Trump       | 2017–2021        | Derrotado nas eleições gerais                                  | 2024                        | Venceu    | Segundo presidente a ter sucesso em sua tentativa de retorno e ganhar um mandato não consecutivo.           |

## Outros cargos eletivos
| Presidente        | Mandato presidencial | Motivo da saída do cargo                                | Ano da eleição         | Cargo                              | Resultado | Observações |
| ----------------- | -------------------- | ------------------------------------------------------- | ---------------------- | ---------------------------------- | --------- | --- |
| John Quincy Adams | 1825–1829            | Derrotado nas eleições gerais                           | 1830–1846 (9 eleições) | Câmara dos Representantes dos EUA  | Venceu    | Único ex-presidente a servir na Câmara, serviu até sua morte em 1848.                                                                                   |
| John Quincy Adams | 1825–1829            | Derrotado nas eleições gerais                           | 1833                   | Governador de Massachusetts        | Perdeu    | Continuou na Câmara após a derrota. |
| John Tyler        | 1841–1845            | Indicação negada pelo seu partido/retirou-se da corrida | 1861                   | Congresso dos Estados Confederados | Venceu    | Faleceu antes de poder assumir o cargo (serviu no Congresso Provisório não eleito). Único ex-presidente a concorrer a um cargo fora dos Estados Unidos. |
| Andrew Johnson    | 1865–1869            | Indicação negada pelo seu partido                       | 1872                   | Câmara dos Representantes dos EUA  | Perdeu    | Concorreu como independente e terminou em 3º lugar na eleição geral.                                                                                    |
| Andrew Johnson    | 1865–1869            | Indicação negada pelo seu partido                       | 1874                   | Senado dos EUA                     | Venceu    | Único ex-presidente a servir no Senado, serviu até sua morte em 1875.                                                                                   |

## Principal cargo nomeado
| Presidente          | Mandato anterior | Motivo da primeira saída do cargo | Ano da nomeação | Cargo                         | Resultado  | Observações                                                                     |
| ------------------- | ---------------- | --------------------------------- | --------------- | ----------------------------- | ---------- | ------------------------------------------------------------------------------- |
| William Howard Taft | 1909–1913        | Derrotado nas eleições gerais     | 1921            | Juiz-chefe dos Estados Unidos | Confirmado | Único ex-presidente a servir na Suprema Corte, serviu até sua renúncia em 1930. |